# Јосип Јурановић
Јосип Јурановић (Загреб, 16. август 1995) је хрватски фудбалер који тренутно наступа за Унион Берлин. Игра на позицији десног бека.

## Успеси
Хајдук Сплит
- Куп Хрватске: (финале: 2017/18)[5]

 Легија Варшава
- Екстракласа (1) : 2020/21.[6]
- Суперкуп Пољске: (финале: 2021/22)[7]

 Селтик
- Премијершип лига Шкотске (1) : 2021/22.[8]
- Лига куп Шкотске  (1) : 2021/22.[9]

 Хрватска
- Светско првенство у фудбалу:  2022.[10]
- Лига нација:  2022/23.[11]

Појединачни
- Идеални тим Прве лиге Хрватске: 2018.[12]
- Идеални тим Премијершип лиге Шкотске: 2021/22.[13]